# Trysektrysa Maclaurina

Trysektrysa Maclaurina to zbiór punktów powstałych z przecięcia dwóch obracających się prostych

Trysektrysa Maclaurina – krzywa płaska trzeciego stopnia (tj. wyrażona równaniem, w którym zmienne są w potędze trzeciej i niższych) mająca tę własność, że można jej użyć do podzielenia kąta na trzy części. Można ją zdefiniować jako miejsce przecięcia się dwóch prostych, obracających się ze stałą prędkością kątową wokół dwóch różnych punktów, tak że stosunek prędkości obrotu wynosi 1:3, a linie początkowo pokrywają się z linią łączącą punkty obrotu. Uogólnienie tej konstrukcji nazywa się sektrixem Maclaurina. Krzywa została nazwana na cześć
Colina Maclaurina, który zbadał tę krzywą w 1742 roku.

## Równanie
Niech dwie linie obracają się wokół punktów {\displaystyle P=(0,0)} oraz {\displaystyle P_{1}=(a,0)} w ten sposób, że – gdy linia obracająca się wokół punktu {\displaystyle P} jest pod kątem {\displaystyle \theta } do osi x – to prosta obracająca się wokół punktu {\displaystyle P_{1}} jest pod kątem {\displaystyle 3\theta .} Niech {\displaystyle Q} oznacza punkt przecięcia, wtedy kąt utworzony przez linie w {\displaystyle Q} wynosi {\displaystyle 2\theta .} Z twierdzenia sinusów wynika:
{\displaystyle {\frac {r}{\sin 3\theta }}={\frac {a}{\sin 2\theta }},}
więc równanie w układzie współrzędnych biegunowych ma postać (z dokładnością do obrotu i przesunięcia)
{\displaystyle r=a{\frac {\sin 3\theta }{\sin 2\theta }}={\frac {a}{2}}{\frac {4\cos ^{2}\theta -1}{\cos \theta }}={\frac {a}{2}}(4\cos \theta -\sec \theta ).}
W układzie współrzędnych kartezjańskich równanie krzywej ma postać
{\displaystyle 2x(x^{2}+y^{2})=a(3x^{2}-y^{2}).}
Jeżeli początek układu współrzędnych przesuniemy do punktu (a, 0), to wyprowadzenie analogiczne do podanego wyżej prowadzi do równania we współrzędnych biegunowych postaci
{\displaystyle r=2a\cos {\frac {\theta }{3}}}
dając krzywą o postaci ślimaka Pascala z pętlą.

## Własność trysekcji

Trysektysa Maclaurina – pokaz własności trysekcji kąta.

Dla danego kąta {\displaystyle \phi } kreślimy prostą {\displaystyle (a,0)} pod kątem {\displaystyle \phi } do osi {\displaystyle x.} Następnie kreślimy prostą z początku układu współrzędnych do punktu, gdzie pierwsza prosta przecina krzywą. Wtedy kąt między drugą prostą a osią {\displaystyle x} wynosi {\displaystyle \phi /3.}

## Własności
Krzywa przecina oś X w punkcie {\displaystyle 3a \over 2} (jest to więc pierwiastek równania krzywej) i punkt osobliwy w początku układu współrzędnych. Linia pionowa {\displaystyle x={-{\frac {a}{2}}}} jest asymptotą. Krzywa przecina linię x = a (lub punkt odpowiadający trysekcji kata) w {\displaystyle (a,{\pm {\frac {1}{\sqrt {3}}}a}).} Krzywa ma punkt przecięcia z sama sobą, dlatego jej genus jest równy zero.

## Relacja do innych krzywych
Trysektrysa Maclaurina może być zdefiniowana trzema sposobami w relacji do
krzywych stożkowych:
- jest krzywą inwersji (por. Geometria inwersyjna) względem hiperboli, gdy inwersji dokonuje się z użyciem okręgu jednostkowego

{\displaystyle 2x=a(3x^{2}-y^{2}).}
- Jest cissoidą okręgu

{\displaystyle (x+a)^{2}+y^{2}=a^{2}}
and the line {\displaystyle x={\frac {a}{2}}} relative to the origin.
- It is the poderą względem paraboli, z początkiem ukadu współrzędnych będącym środkiem podery.

{\displaystyle y^{2}=2a(x-{\tfrac {3}{2}}a).}
Ponadto:
- Inwersja względem punktu {\displaystyle (a,0)} daje trysektrysę Limacona.
- Trisektrysa Maclaurin jest związana z Liściem Kartezjusza za pomocą transformacji afinicznej.